# Гражданство Либерии
Гражда́нство Либе́рии — устойчивая правовая связь лица с Либерией, выражающаяся в совокупности их взаимных прав и обязанностей. Приобретение гражданства Либерии регулируется конституцией Либерии, законом об иностранцах и гражданстве, а также международными соглашениями.

## Приобретение гражданства
Гражданство Либерии приобретается по рождению или вследствие принятия в гражданство.

### Приобретение гражданства по рождению
В Либерии применяется как принцип jus soli, так и принцип jus sanguinis. При этом право на гражданство имеют только темнокожие (в нормативных актах используется слово Negro), и законодательство не предусматривает никаких исключений для сирот неизвестного происхождения, найденных на территории Либерии. Норма о цвете кожи существует с момента основания государства как убежища для бывших рабов и была направлена на то, чтобы не позволить белым получить политическую власть.
Закон Либерии об иностранцах и гражданстве 1973 года и конституция 1986 года имеют ряд противоречий между собой:
- Конституция не содержит положений о приобретении гражданства по факту рождения в Либерии и требует либерийского происхождения. Однако закон о гражданстве признаёт право на либерийское гражданство для детей, родившихся на территории страны, если их родители не имеют дипломатического иммунитета[7].
- Конституция гласит, что ребёнок, любой из родителей которого является либерийским гражданином, может получить гражданство по рождению, а закон о гражданстве устанавливает это право только в случае, если гражданином является отец[8][9].
- В соответствии с законом о гражданстве дети, рождённые за границей от матери-либерийки и отца-иностранца, должны пройти натурализацию. Конституция указывает лишь на необходимость отказа от любого другого гражданства по достижении совершеннолетия[10][11].
- Закон о гражданстве указывает, что в случае рождения за границей от матери-либерийки и отца-иностранца ребёнок получает право на гражданство только в том случае, если отец до рождения ребёнка проживал в Либерии. Сам ребёнок должен проживать в Либерии на момент совершеннолетия. Эти положения в конституции отсутствуют[12].

Правозащитные организации неоднократно комментировали дискриминационный характер законов о гражданстве, а также их несоответствие международно-правовым обязательствам Либерии по договорам и конвенциям, к которым страна присоединилась.

### Принятие в гражданство
Быть принятыми в гражданство Либерии также могут только темнокожие. Чтобы натурализоваться, кандидат должен сделать соответствующее заявление в окружном суде, а затем ходатайство о натурализации, причём ходатайство должно быть подано в срок от двух до трёх лет после заявления.
Кандидат должен достичь 21 года, на законных основаниях прожить в стране не менее двух лет (в отдельных случаях это требование может быть отменено президентом) и заявить, что он отвергает анархию и признаёт конституцию. Кроме того, требуется отказ от предыдущего гражданства и присяга на верность. Несовершеннолетние могут быть приняты в гражданство, если они родились за пределами страны, а их отец получает гражданство, но не в том случае, если они родились в Либерии, и не в случае натурализации матери. Закон о гражданстве не содержит положений, связанных с натурализацией супругов или усыновлённых детей граждан.

## Утрата гражданства
Гражданам Либерии разрешено отказываться от своего гражданства при условии, что отказ оформлен либерийским дипломатическим или консульским работником в иностранном государстве. Граждане по рождению могут быть лишены гражданства при подаче заявления на получение иного гражданства, за службу в иностранных вооружённых силах или занятие государственных должностей в другой стране без санкции президента, а также за голосование на выборах в другой стране.
Натурализованные граждане могут лишиться гражданства при проживании за пределами Либерии в течение длительного периода времени, при совершении преступлений против государственной безопасности или в случае получения гражданства вследствие мошенничества. Последствия денатурализации могут распространяться на несовершеннолетних детей, поскольку закон предусматривает, что они теряют гражданство в случае денатурализации их отца.

## Двойное гражданство
Закон 1973 года об иностранцах и гражданстве запретил двойное гражданство, за исключением особо оговорённых случаев; при этом конституция гласила, что ребёнок может иметь двойное гражданство до достижения совершеннолетия. Никаких положений, прямо разрешающих или запрещающих множественное гражданство для совершеннолетних лиц, в конституции не содержалось.
Закон о гражданстве гласит, что лицо, предпринявшее добровольные действия по выходу из гражданства (такие, как принесение присяги на верность другому государству или подача ходатайства о натурализации в иностранном государстве), может быть лишено либерийского гражданства. В соответствии с предыдущими законами женщины теряли гражданство Либерии при вступлении в брак с иностранными гражданами, однако после вступления в силу закона о гражданстве появилась возможность восстановления в гражданстве в таких случаях, так как само по себе вступление в брак не имеет подобных целей. Аналогичным образом закон 1973 года защитил детей родителей-либерийцев, родившихся в стране, автоматически предоставляющей гражданство по принципу jus soli: так как дети не совершали добровольных действий по выходу из гражданства, нет оснований лишать их его.
В июле 2022 года президент Джордж Веа подписал поправку к закону, разрешающую двойное гражданство. Она позволяет восстановиться в гражданстве Либерии тем, кто ранее лишился его вследствие принятия другого гражданства. Однако лицам с двойным гражданством запрещено занимать ряд выборных государственных должностей.

## Визовые ограничения
В 2017 году граждане Либерии имели безвизовый режим или визу по прибытии в 43 странах и территориях. В соответствии с индексом паспортов либерийский паспорт занял 92-е место по свободе путешествий.